# União Fluminense Futebol Clube
O União Fluminense Futebol Clube foi um clube de futebol brasileiro da cidade de São Paulo. Fundado em 1913, o clube participou das divisões inferiores da Associação Paulista de Sports Athleticos, tendo sido campeão Primeira Divisão dessa liga (equivalente ao segundo nível dos campeonatos organizados pela entidade) por quatro temporadas (1918, 1919, 1920 e 1928).

## Títulos
- Campeonato Paulista - Série A2 = 1918, 1919 e 1928